# Пёстрая соль
Пёстрая соль (болгарская соль, болг. шарена сол) — кулинарная смесь специй и соли. Очень распространённая вкусовая добавка в болгарской кухне, используется при приготовлении овощных и мясных блюд, как холодных, так и горячих. Подаётся в составе набора специй к столу.
Пёстрая соль содержит как минимум три компонента: соль, красный молотый перец (паприку), чабер. Чаще используют смесь пяти компонентов, включая пажитник и чабрец. Иногда добавляются смолотые в муку сушёные зёрна кукурузы или тыквенные семечки. В зависимости от того, изготовлен ли красный перец из сладких или более жгучих плодов, пёстрая соль может иметь различную остроту. Пёструю соль с добавлением чёрного перца или зиры называют пикантной, но эти пряности подавляют специфический вкус пёстрой соли, поэтому используются редко. В некоторых рецептах встречаются петрушка, укроп, перечная мята, грецкие орехи.
Приготовление пёстрой соли заключается в измельчении смеси пряностей и просеивании готовой смеси. Пёстрая соль хранится в банках. Рекомендуют заготавливать и хранить смесь пряностей, а соль добавлять непосредственно перед употреблением.